# Grób w Ogrodzie
Grób w Ogrodzie (ang. Garden Tomb, hebr. קבר בגן) – starożytne miejsce pochówku w Jerozolimie, które niektórzy protestanci (zwłaszcza ewangelikalni chrześcijanie) i anglikanie uważają za prawdziwy grób Jezusa, a pobliską skałę za miejsce ukrzyżowania. Obecnie zdecydowana większość naukowców odrzuca ten pogląd, uznając Bazylikę Grobu Świętego za najbardziej wiarygodne miejsce pochówku Jezusa.

## Opis
Grób w Ogrodzie znajduje się na północ od Bramy Damasceńskiej, w pobliżu Starego Miasta w Jerozolimie. Komora grobowa z czasów przed panowaniem rzymskim (przed I wiekiem n.e.) została wykuta w skale kilkumetrowej grubości. Obecnie grób położony jest w zadbanym ogrodzie. Nad wejściem znajduje się współczesny napis w jęz. ang.: „Nie ma Go tutaj, gdyż zmartwychwstał.”

## Historia
Grób odkryto w 1867. W 1883 brytyjski generał dywizji Charles Gordon doszedł do przekonania, że to miejsce pochówku musi być grobowcem Jezusa. Za dowód na to uznał współczesne położenie grobowca poza murami miasta (nie wiedziano wówczas, że za życia Jezusa obecna Bazylika Grobu Świętego również znajdowała się poza murami miasta) oraz kształt pobliskiego wzgórza lub skały, która przypomina czaszkę. Ponieważ nazwa „Golgota” może pochodzić od aramejskiego słowa gûlgoltâ („czaszka”), Gordon stwierdził, że to musi być miejsce opisane w Nowym Testamencie (Mt 27:33, Mk 15:22, Jn 19:17). Podobną interpretację zaproponowali wcześniej Claude Reignier Conder (1870) i Fisher Howe (1871). Ponadto znaleziono chrześcijańskie symbole w grobowcu (przy jednoczesnym braku oznak znaczniejszego kultu), lecz miejsce to tradycyjnie nazywane było „miejscem ukamienowania”, co nie zgadza się z faktem,  że Jezus został wyprowadzony poza mury miejskie w celu ukrzyżowania (Mt 27,32).
W 1891 całkowicie odkopano grób, w 1894 powstało „Stowarzyszenie Grobu w Ogrodzie”, które wykorzystało darowizny na zakup działki gruntu wokół grobowca.

## Autentyczność Grobu
Autentyczność obiektu jako grobu Jezusa od początku była kwestionowana. Styl grobowca wskazuje, że powstał w czasach przed I wiekiem n.e. (najprawdopodobniej w VII–VI wieku p.n.e.), nie był więc „nowym grobem”, w którym pochowano Jezusa wg Nowego Testamentu. Współcześni archeolodzy w zdecydowanej większości odrzucają tezę o autentyczności grobowca. Na przykład Bargil Pixner stwierdził: „Tak zwany Grób w Ogrodzie na Nablus Road na północ od Bramy Damasceńskiej jest atrakcyjnym miejscem do medytacji i modlitwy, ale pod względem archeologicznym i historycznym bezspornie nie jest miejscem ukrzyżowania i pochówku Jezusa”
Bardzo wątpliwe jest, czy współczesny wygląd skały w pobliżu Grobu, przypominający czaszkę, był taki sam 2 tysiące lat temu.
Zdecydowana większość archeologów uważa Bazylikę Grobu Świętego za najbardziej wiarygodne miejsce pochówku Jezusa. Także Pixner (1991) uznał to za „naukowo uzasadnione”. Liczne argumenty przemawiają za tym twierdzeniem, np. lokalizacja w I wieku n.e. obecnej Bazyliki poza murami miejskimi na terenie dawnego kamieniołomu, prawdopodobne celowe zniszczenie tego miejsca przez Hadriana i wzniesienie tam świątyni Wenus, wczesne świadectwa pielgrzymów, wybór lokalizacji Bazyliki przez Konstantyna Wielkiego w IV wieku oraz dowody archeologiczne.